# (4802) Khatchaturian
(4802) Khatchaturian (1989 UA7) – planetoida z pasa głównego asteroid okrążająca Słońce w ciągu 3 lat i 112 dni w średniej odległości 2,22 j.a. Została odkryta 23 października 1989 roku.